# Wanda Łyżwińska
Wanda Łyżwińska (Piaseczno; 9 de Julho de 1953 — ) é uma política da Polónia. Foi eleita para a Sejm em 25 de Setembro de 2005 com 7842 votos em 17 no distrito de Radom, candidata pelas listas do partido Samoobrona Rzeczpospolitej Polskiej.
Ela também foi membro da Sejm 2001-2005.